# Triaenodes mondoanus
Triaenodes mondoanus là một loài Trichoptera trong họ Leptoceridae. Chúng phân bố ở miền Australasia.